# 북마케도니아 여자 축구 국가대표팀
북마케도니아 여자 축구 국가대표팀은 북마케도니아을 대표하는 여자 축구 대표팀으로 북마케도니아 축구 협회에서 관리한다. 유럽 여자 축구 최약체로 평가되는 팀들 가운데 하나로 2005년 5월 7일 크로아티아와의 국제 경기 데뷔전에서 0-4로 완패했으며 FIFA 여자 월드컵과 UEFA 유럽 여자 축구 선수권 대회는 물론 하계 올림픽 축구 본선 출전 기록이 없다.

## 국제 대회 경력

### FIFA 여자 월드컵
2011년 FIFA 여자 월드컵 유럽 지역 예선을 시작으로 현재까지 3번의 여자 월드컵 유럽 지역 예선에 참가하여 이 가운데 2023년 FIFA 여자 월드컵 유럽 지역 예선 D조에서 같은 최약체팀인 라트비아와의 2경기에서 모두 승리를 거두면서 여자 월드컵 유럽 지역 예선 첫 출전 12년만에 승리를 맛보았다.

### UEFA 유럽 여자 축구 선수권 대회
UEFA 여자 유로 2009 예선을 시작으로 현재까지 3번의 여자 유로 대회 예선에 참가하여 이 중 2013년 대회 예선 13경기에서 2승 3무 8패로 북마케도니아 여자 축구 역사상 유로 대회 예선 최다 승점 기록을 경신했는데 특히 예비 예선라운드에서 룩셈부르크를 5-1로 대파하며 사상 첫 메이저 대회 예선 사상 첫 승을 올리는 등 2승 1무·1위로 조별라운드 진출에 성공했으나 조별예선에서 2무 8패라는 초라한 성적으로 예선을 마감했다.

## 성적

### FIFA 여자 월드컵
- 1991년~2007년: 불참
- 2011년~2015년: 진출 실패
- 2019년: 불참

### 올림픽 축구
- 1996년~2012년: 진출 실패

### UEFA 유럽 여자 축구 선수권 대회
- 1984년~2005년: 불참
- 2009년~2017년: 진출 실패

## 같이 보기
- 북마케도니아 축구 국가대표팀